# Guido Miranda
Guido Miranda Gutiérrez (San José, 23 de julio de 1925 - 20 de febrero de 2019) fue un médico y político costarricense. Miembro del Partido Liberación Nacional, Miranda fue presidente ejecutivo de la Caja Costarricense del Seguro Social entre 1982 y 1990 durante las administraciones de Luis Alberto Monge y Óscar Arias Sánchez. 
Miranda cursó la secundaria en el Liceo de Costa Rica. Obtuvo el bachillerato en letras y ciencias en 1942 antes de partir a estudiar Medicina a la Universidad de Chile, de donde se graduó en 1949. Se unió al Colegio de Médicos y Cirujanos de Costa Rica en 1950 y comenzó a trabajar un interinato en el Hospital San Juan de Dios. Entre 1951 y 1953 cursó estudios en Cornell University y la University of Rochester. Miranda supervisó la construcción del Hospital México y ejerció como su jefe médico entre 1971 y 1978. Fue ejecutivo de la CCSS, el sistema de salud pública costarricense, durante dos administraciones consecutivas ambas del Partido Liberación Nacional del cual era miembro en ese momento.Durante ese período diseñó uns sistema de pago de pensiones basado en el sistema de salud británico. Como ejecutivo de la Caja promovió la creación de clínicas en zonas rurales y la extensión de los servicios de salud a las áreas más alejadas. Miranda criticó abiertamente el debilitamiento de la Caja en administraciones recientes y aseguró que el sistema de pensiones se encontraba en peligro. Para 2005 renuncia al PLN y da su adhesión al PAC apoyando al candidato de dicho partido Ottón Solís en las elecciones de 2006, y no a su antiguo jefe Óscar Arias Sánchez quien buscaba la reelección. También fue opositor al CAFTA y apoyó la candidatura de Luis Guillermo Solís (PAC) en 2014. Miranda es miembro de la Academia Costarricense de Medicina.

## Honores
- 1980; Declarado "Personaje de la Década" por el Colegio de Periodistas.
- 1983; Conmemoración al Mérito por la Organización de Seguridad Social de Centro América y Panamá.
- 1989; Premio en Administración de Salud de la Organización Panamericana de la Salud.
- 2000; Doctorado honorario de la Universidad Estatal a Distancia.
- 2012; Premio Rodrigo Facio por sus aportes al país.